# Cerro El Chile, Nicaragua
Cerro El Chile är ett 919 meter högt berg i centrala Nicaragua. Den ligger i den norra delen av kommunen San Dionisio, 8 kilometer norr om kommunens centralort. Från toppen av Cerro El Chile har man en fin utsikt över det omgivande landskapet. En liten väg går upp längs berget och för att nå själva toppen behöver man bara promenera ett par hundra meter.